# La bellezza del somaro
Pour plus de détails, voir Fiche technique et Distribution.
La bellezza del somaro est un film de comédie italien réalisé par Sergio Castellitto et sorti en 2010.
Le film a été tourné à Rome et en Toscane.

## Synopsis
Marcello est un architecte reconnu qui est marié à  Marina, une psychanalyste avec laquelle il a une fille prénommée Rosa. Marcello a une relation extraconjugale avec Gladys. La famille et les amis se retrouvent pour fêter l'anniversaire de Marcello dans une atmosphère lourde où les tensions et les conflits qui couvent depuis des années risquent d'éclater à tout moment. Lors d'un week-end successif  tout le comité se retrouve en Toscane, rejoints par deux patients de Marina, Ettore Maria et Lory dans la maison de campagne de Marcello. Les parents attendent que Rosa, leur fille rebelle de dix-sept ans, leur présente son nouveau fiancé. La surprise est totale quand il s'avère que celui-ci s'avère être un fringant septuagénaire...

## Fiche technique
- Réalisation :	Sergio Castellitto
- Sujet : Margaret Mazzantini
- Scénario : Sergio Castellitto, Margaret Mazzantini
- Producteur : Roberto Cicutto, Luigi Musini
- Maison de production : Cinemaundici, Alien Produzioni, Toscana Film Commission
- Distribution (Italie) : Warner Bros.
- Montage : Francesca Calvelli
- Effets speciaux : Ghost SFX, New Digital
- Musique : Arturo Annecchino
- Truquage : Lidia Minì, Esme Sciaroni
- Date de sortie : 17 décembre 2010

## Distribution
- Sergio Castellitto : Marcello Sinibaldi
- Laura Morante : Marina Sinibaldi
- Enzo Jannacci : Armando
- Marco Giallini : Duccio
- Barbora Bobulova : Lory
- Gianfelice Imparato : Valentino
- Nina Torresi : Rosa
- Emanuela Grimalda : Raimonda
- Lidia Vitale : Delfina Margheriti
- Renato Marchetti : Ettore Maria
- Lola Ponce : Gladys
- Erika Blanc : Venanzia

## Reconnaissance
- 2011 : nomination au David di Donatello de la meilleure actrice dans un second rôle : Barbora Bobulova